# Lucena (Spanje)
Lucena is een gemeente in de Spaanse provincie Córdoba in de regio Andalusië met een oppervlakte van 351 km². In 2013 telde Lucena 42.754 inwoners.

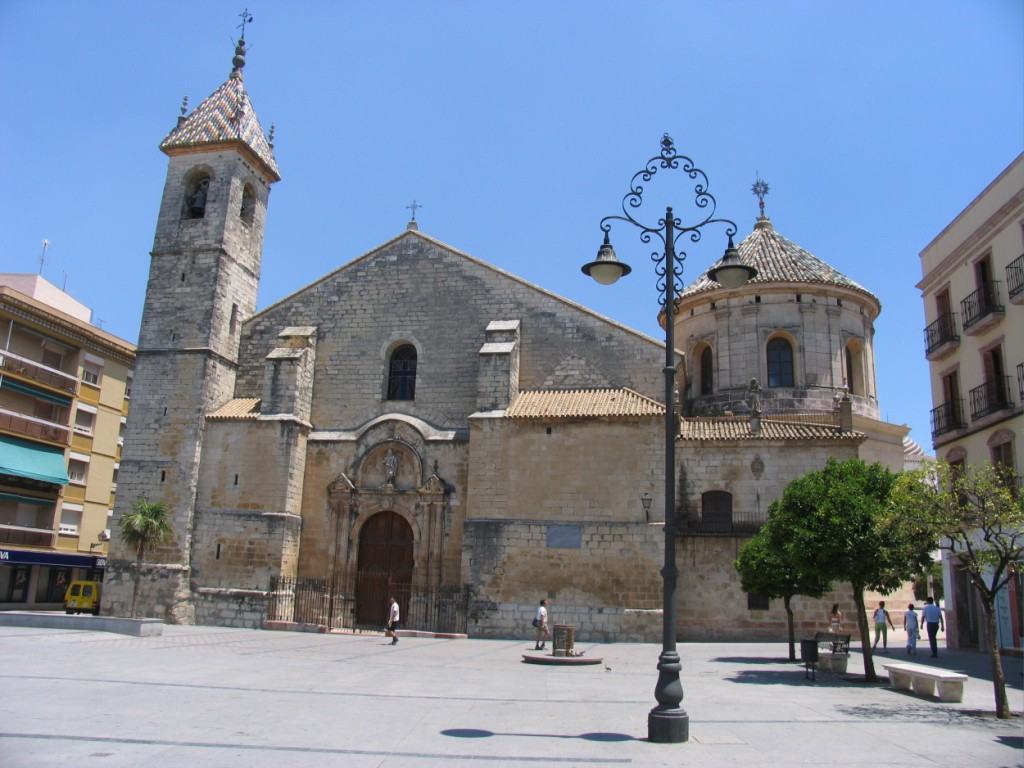
Iglesia San Mateo

## Demografische ontwikkeling
Bron: INE; 1857-2011: volkstellingen